# サムシング (アダルトビデオ)
サムシング(SOMETHING)とは、かつて存在した日本のアダルトビデオメーカーである。

## 概要
ブルセラ・若妻・OLなど作品のジャンルは多岐に渡るが、比較的出演女優の年齢層が低い作品が多いのが特徴であり、美少女路線がメーカーのコンセプトである。
毎月4～6タイトルほど定期的に新作をリリースしている。
当初は固定したレーベル名でリリースされていなかった為、所在地や従業員数はもとより、創業開始時期やこれまでにどれくらい作品がリリースされているかなどアダルトビデオメーカーの業界関係者の中でも不明な事が多く、謎が多いメーカーである。
DMMで確認できる新作は、2013年を最後にしている。

## 主なシリーズ・作品
主なシリーズ・作品は以下の通り。
- 『ＪＫ援交ガチ中出し』
- 『あの人には内緒だよ･･･』
- 『アスリートＯＬ』
- 『せんせい…いっしょに温泉いこっ』
- 『本番高級デリヘル嬢』
- 『現役OLの淫らな素顔を見てください』
- 『A●B候補生　強制オマンコ営業』
- 『S級スポーツ美女中出し』
- 『中出し専門出張裏風俗』

## 主な出演女優
- 妃悠愛
- 月野りさ
- 雪見紗弥
- 早乙女ルイ
- RUMIKA
- 楓まお
- 和葉みれい
- 麻倉憂
- 大沢美加
- 鈴木なつ
- つぼみ
- しずく
- このは
- 神河美音
- 早乙女らぶ
- 松すみれ
- 直嶋あい
- 弘前亮子
- 星崎アンリ
- 石本舞
- 北川瞳
- 仁科百華
- 大堀香奈
- 長谷川しずく
- 今村美穂
- 琥珀うた
- さとう遥希
- 愛原さえ
- 武藤クレア
- 橘ひなた